# Armin Stern
Pour les articles homonymes, voir Stern.
Armin Stern, né à Galanta, aujourd'hui en Slovaquie mais alors dans le royaume de Hongrie (Autriche-Hongrie), le 17 août 1883, mort le 9 juillet 1944 à Gloucester (Massachusetts, États-Unis d’Amérique), est un peintre juif exilé en Amérique en 1938 pour fuir les persécutions de l’Allemagne national-socialiste.

## Biographie

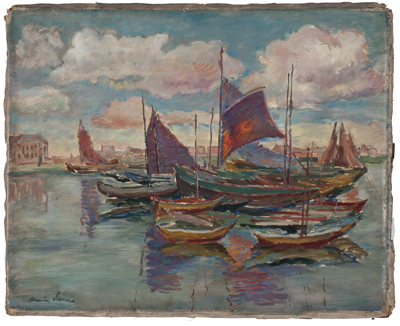
Bateaux de pêche en Bretagne, 1932 (?). Huile sur toile, 40 x 50 cm.

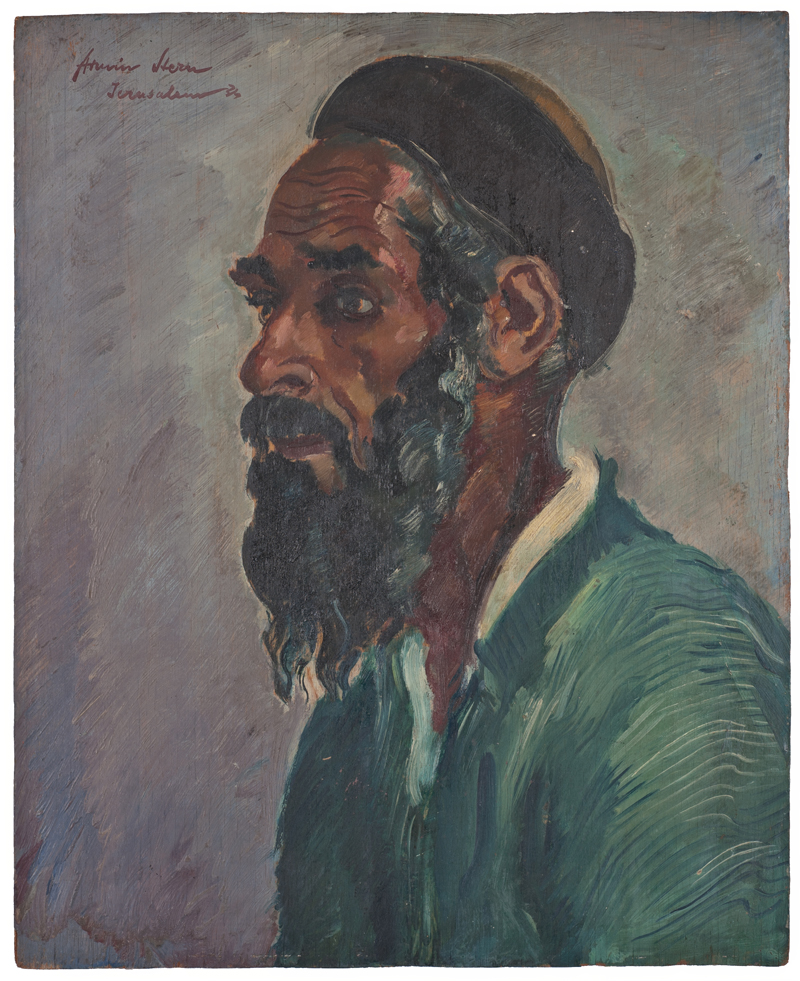
Yéménite, Jérusalem, 1934. Huile sur contreplaqué, 50 x 40 cm.

Né à Galanta le 17 août 1883 sous le nom de Hermann Stern, Armin Stern est le cinquième de quatorze enfants. Ses parents, le commerçant Josef Israël Stern et Rosa, née Wertheimer, sont des juifs croyants et pratiquants, qui parlent hongrois, hébreu et allemand. La famille s’installe à Bratislava (alors Presbourg); Armin fréquente une école talmudique et l’école de commerce, tout en s’exerçant au dessin.
En 1900, il se rend à Francfort-sur-le-Main et s’inscrit à la Städelschule (1901-1903) où il devient l’élève du peintre Wilhelm Amandus Beer. Il s’intéresse à l’œuvre de Max Liebermann.
En 1904 il s’inscrit à l’Académie bavaroise des Beaux-Arts (Bayerische Akademie der Bildenden Künste), où il suit une formation complète, notamment dans la classe de Franz von Stuck, qui lui délivre une attestation élogieuse, sur laquelle figure pour la première fois le nom Armin Stern dont il signera désormais ses œuvres.
Après un premier voyage à Paris en 1908, lors duquel il entre en contact avec des milieux sionistes, il séjourne dans la capitale française entre 1910 et 1912, et suit des cours à l’École des Beaux-Arts, apparemment comme étudiant libre. Il est influencé par l’œuvre des impressionnistes, plus particulièrement par celle d’Edgar Degas et de Paul Cézanne.
Il retourne à Francfort en 1912. Plusieurs de ses tableaux figurent dans l’exposition de printemps du Frankfurter Kunstverein ; les critiques apprécient ses tableaux "Les Samaritains" ("Samariter") et "Paysans mangeant des pommes-de-terre" ("Kartoffelessende Bauern"). Il passe les étés dans les campagnes environnantes, dans la Hesse, notamment à Treysa et peint des paysages.
Vers 1917 il retourne à Bratislava où il est incorporé, jusqu’à 1918, dans l’armée austro-hongroise, sans toutefois prendre les armes. En 1918 a lieu sa première exposition à Bratislava, avec vente de ses œuvres au bénéfice des victimes du conflit. Après son service militaire, il retourne à Francfort, où il poursuit son activité, participant à des expositions, et s’essayant avec d’autres artistes à la gravure sur cuivre et aux monotypes. En 1924 a lieu au Kunstverein de Francfort une exposition entièrement consacrée à ses œuvres peintes entre 1913 et 1923,.
En 1922, il séjourne en Bretagne dans la colonie d’artistes de Concarneau. Il y retournera à plusieurs reprises entre 1925 et 1932 (Concarneau, Locronan, Douarnenez, Audierne) pour peindre des paysages marins, des scènes de villages, des portraits, des bateaux de pêche. Il peint aussi à Paris et en Hollande.
Il épouse en 1925 Dorothea Antonia Menzler, dite Toni (1894-1987), originaire de Treysa, dans la Hesse. Leur fille, Anna Ester (1926-2008), nait un an plus tard.
En 1928 il se rend à Ascona et réalise plusieurs portraits de personnalités séjournant au Monte Verità. Sa résidence principale demeure toujours Francfort, où il participe à plusieurs expositions. Il expose également à Kassel et à Bratislava 
Devant la montée du nazisme, Stern s’efforce en 1933 à obtenir la reconnaissance de la citoyenneté tchécoslovaque pour sa famille. Lui-même était né sous l’empire austro-hongrois et sa femme était allemande. Peu après, le Kunstverein de Francfort refuse d’exposer ses tableaux parce qu’il est juif. La famille quitte Francfort et s’installe à Bratislava. En 1933-1934 il effectue un long voyage au Proche Orient, principalement en Palestine, où il peint de nombreux tableaux (Jérusalem, Safed, Hebron, Jaffa), mais cherche aussi un lieu où se réfugier avec sa famille.

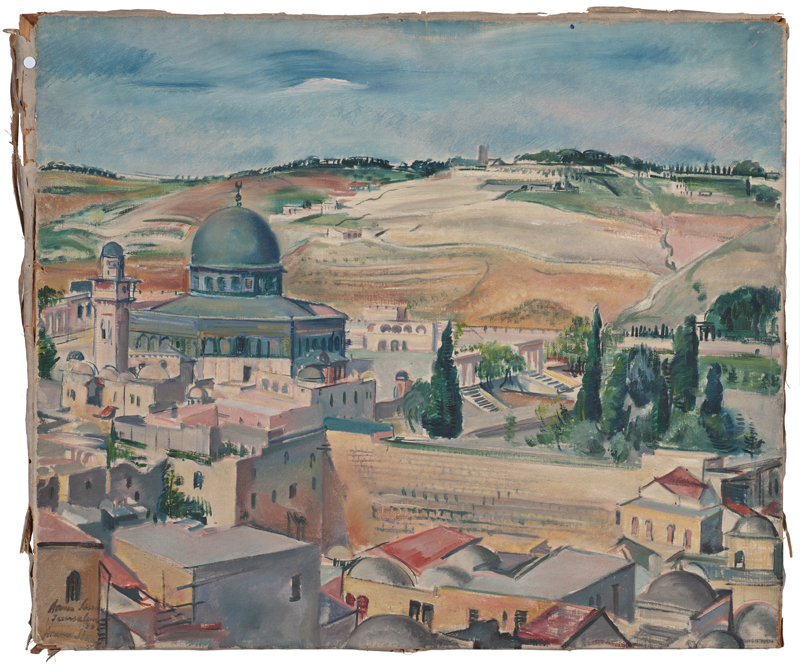
Jérusalem, 1933. Huile sur toile, 55 x 65 cm.

Pendant ses années à Bratislava, Stern participe à plusieurs expositions. L’ambiance politique se détériore ; après l’invasion des Sudètes par les armées allemandes en septembre 1938, il se réfugie temporairement au nord-est de la Slovaquie. Il cherche à obtenir pour sa famille un visa de résident pour la Palestine (sous mandat britannique), sans succès. Emanuel (Manny) Celler, membre de la Chambre des Représentants des États-Unis, qui vient en aide à de nombreux réfugiés juifs, parvient à obtenir pour lui, son épouse et sa fille, un visa d’immigration, pour rejoindre son frère Moritz qui vit à New York. Le voyage de Cherbourg à New York, sur le navire « Franconia », commence le 24 décembre 1938. La famille arrive aux États-Unis début janvier. Pendant la traversée Stern dessine le portrait de David Ben Gurion.

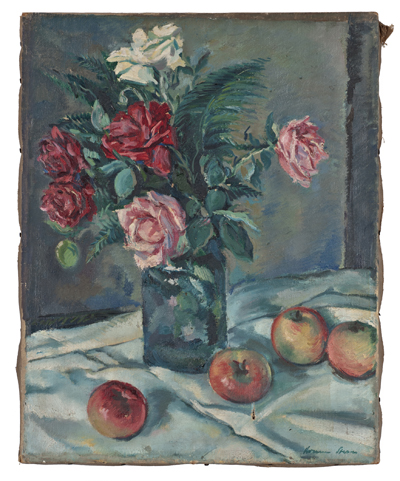
Nature morte, avant 1929. Huile sur toile, 50 x 40,5 cm

Ses dernières années de vie aux États-Unis, à New York, sont marquées par l’angoisse pour sa famille restée en Europe. La plupart de ses frères et sœurs sont déportés et assassinés à Auschwitz. Il participe à plusieurs expositions à New York avec d’autres peintres juifs. Il décède brusquement lors d’un séjour pour peindre dans la ville portuaire de Gloucester (Massachusetts), le 9 juillet 1944.

## Œuvre
On peut se faire une idée de l’œuvre d’Armin Stern grâce aux tableaux, aux dessins et aux estampes qu’il avait pu prendre avec lui lors de son exil aux États-Unis et qui étaient encore en sa possession à son décès, grâce à quelques œuvres encore conservées dans des collections publiques ou privées, et à des photographies anciennes figurant dans des publications. La plupart de ses tableaux ont disparu pendant la Seconde Guerre Mondiale. Les tableaux qui avaient été acquis par les musées de Francfort, de Kassel, de Dessau et d’autres ont été saisis par le régime nazi et détruits. La plupart de ses œuvres sont maintenant conservées par ses petits-enfants, aux États-Unis (Californie), en Allemagne (Berlin), en Suisse (Genève).

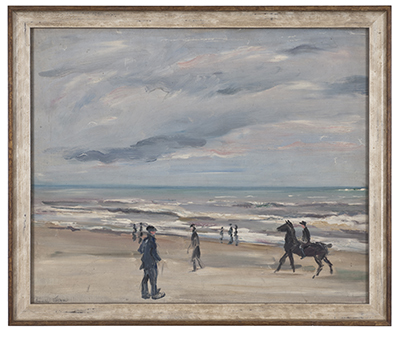
Bord de mer en Hollande, 1924 (?). Huile sur toile, 40 x 48 cm.

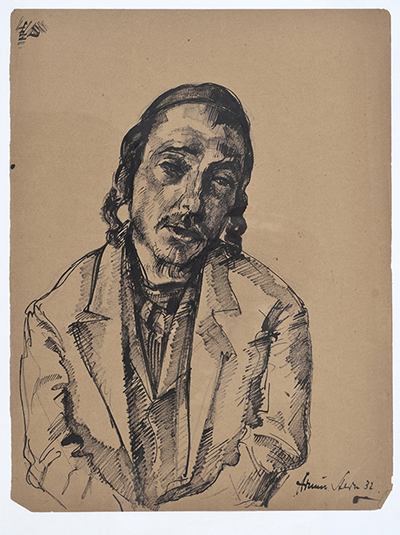
Mendiant polonais, 1932. Dessin à l'encre de Chine, 37,5 x 28 cm.

Comme beaucoup de ses contemporains, Stern a puisé dans plusieurs courants de l’art de son temps. On a employé, pour décrire son ou ses styles, les termes de naturaliste, postimpressionniste, "moderniste-réaliste". Comme il vivait de la vente de ses tableaux, il devait aussi tenir compte du goût de sa clientèle.
Il a pratiqué plusieurs genres ; ses contacts et ses voyages se reflètent dans les thèmes choisis.
Stern était un portraitiste apprécié ; il a exécuté des commandes, mais a aussi peint ou dessiné le portrait de membres de sa famille (sa femme, sa fille), de personnalités rencontrées au fil des années (Thomas Mann, Albert Einstein, David Ben Gurion, Emil Ludwig, Max Brod, Anton Kuh, Franz Werfel, Alexander Roda Roda et bien d’autres). On possède également de lui des portraits d’inconnus : des pêcheurs bretons, des mendiants, des Juifs rencontrés en Europe ou en Palestine, des Yéménites.

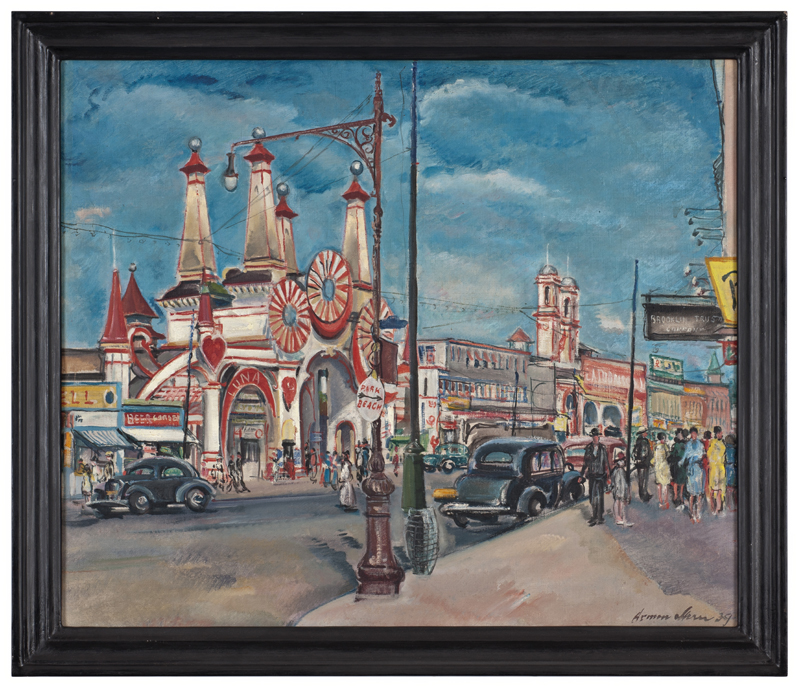
Luna Park, Coney Island, 1939. Huile sur toile, 54 x 64 cm.

Ses excursions dans les environs de Francfort, ses voyages en Bretagne, en Hollande, en Suisse, à Paris, en Palestine, puis aux États-Unis ont donné lieu à de nombreux paysages : des champs, des bords de mer, des villages bretons, des vues de Francfort, de Bratislava, de Paris, de Jérusalem.
On possède enfin de lui quelques natures mortes (fleurs et fruits).
Le catalogue des œuvres d’Armin Stern est en cours d’établissement.

## Expositions et œuvres conservées dans des musées
« Weit weg, weg von hier. Der Maler Armin Stern», Kabinettausstellung, Jüdisches Museum Frankfurt-am-MaIn, 12 mai – 5 juillet 2009.
«Armin Stern – Zionist, Grenzgänger, Kosmopolit», Berlin, Kunsthaus Dahlem, 19 janvier – 12 mars 2018.
Un ou plusieurs tableaux dans l’exposition « Deutsche Künstler im Exil, 1933-1945 – Werke aus der Sammlung Memoria», Mittelrhein Museum Koblenz, 15 juin – 29 septembre 2019.